# Сидни Г. Уолтън Скуеър
Сидни Г. Уолтън Скуеър (на английски: Sydney G. Walton Square – площад/градина „Сидни Г. Уолтън“) e малък градски парк в Сан Франциско, щата Калифорния, САЩ. Наименуван е на Сидни Грант Уолтън – санфранциски банкер и бизнесмен.
Намира се в тих, приятен район между улиците „Фронт“ (Front Street) и „Дейвис“ (Davis Street), между улица „Джаксън“ (Jackson Street) и Пасифик авеню (Pacific Avenue) в централната част на града. В парка има скулптури и фонтан.
От парка се вижда върхът на Пирамида Трансамерика, а от надлеза на ул. „Джаксън“ до него може дори да се види мостът Сан Франциско - Оукланд.

Разположен е на няколко преки от крайбрежния път „Ембаркадеро“, в непосредствена близост до него са и търговските комплекси „Ембаркадеро“. Има също супермаркет „Сейфуей“ и кафене „Старбъкс“ на ул. „Джаксън“, както и разни офис и жилищни сгради.